# Portico di Ottavio
Il portico di Ottavio (in latino Porticus Octavia) era un portico di Roma antica edificato da Gneo Ottavio nel 168 a.C. per commemorare una vittoria navale su Perseo di Macedonia.

## Descrizione
Il portico di Ottavio sorgeva tra il teatro di Pompeo e il circo Flaminio, nella IX regione augustea.
Plinio lo descrive come portico doppio con capitelli corinzi in bronzo, motivo per cui era anche chiamato Porticus Corinthia.
Questo caso potrebbe rappresentare il primo utilizzo di questo ordine architettonico a Roma.
Velleio Patercolo lo definì multo amoenissima ("di gran lunga il più ameno") fra i portici, ma di esso non sembra siano rimaste tracce.
Si ipotizza anche che i ruderi del portico possono essere identificati con quelli presenti in Via S. Nicola ai Cesarini e rappresentati nella pianta marmorea severiana (frammento 140).
Nel 33 a.C., Ottaviano recuperò le insegne militari romane perse da Gabinio nel conflitto con gli Illiri e le espose nel portico di Ottavio, che ristrutturò per commemorare la conquista della Dalmazia.
| Planimetria del Campo Marzio meridionale |
| --- |
| Tevere Navalia Circus Flaminius Teatro di Marcello T. di Diana T. della Pietà T. di Giano T. di Giunone T. di Spes Tempio di Bellona Tempio di Apollo Sosiano Tempio di Giove Statore Tempio di Giunone Regina Portico d'Ottavia Portico di Filippo T. d'Ercole Portico d'Ottavio Teatro di Balbo Crypta Balbi Portico di Minucio T. delle Ninfe Diribitorium T. di Giuturna T. della Fortuna T. di Feronia T. dei Lari Permarini Curia di Pompeo Portico di Pompeo Teatro di Pompeo Tempio di Venere Vincitrice Templi di Marte e Nettuno Santuario di Ercole Magnus Custos Tempio di Castore e Polluce Ponte Fabricio Isola Tiberina Porticus Maximae T. di Vulcano Porticus Divorum Villa Publica Hecatostylum T. della Fortuna equestre Anfiteatro di Statilio Tauro (?) |